# Peter J. Williams
Peter J. Williams (* 1970 v Londýně) je britský evangelikální teolog.
Působil na Cambridge University (1997–1998), Tyndale House (1998–2003) a na University of Aberdeen (2003–2007). Od roku 2007 je vedoucím Tyndale House v Cambridge.
Ve své vědecké práci se zabývá starověkými překlady Bible do syrštiny (pešitou aj.) a významem nejstarších dochovaných rukopisů Nového zákona pro textovou kritiku.
Je autorem monografií Early Syriac Translation Technique and the Textual Criticism of the Greek Gospels (2004), Studies in the Syntax of the Peshitta of 1 Kings (2001).
P. J. Williams je ženatý a má dvě děti.